# 1997년 7월
| 1997년: 1월 · 2월 · 3월 · 4월 · 5월 · 6월 · 7월 · 8월 · 9월 · 10월 · 11월 · 12월 |

| <          | 1997년 7월 | 1997년 7월  | 1997년 7월 | 1997년 7월 | 1997년 7월 | >          |
| 일         | 월         | 화          | 수         | 목         | 금         | 토         |
|            |            | 1 5.27 갑진 | 2 28 을사  | 3 29 병오  | 4 30 정미  | 5 6.1 무신 |
| 6 2 기유   | 7 3 경술   | 8 4 신해    | 9 5 임자   | 10 6 계축  | 11 7 갑인  | 12 8 을묘  |
| 13 9 병진  | 14 10 정사 | 15 11 무오  | 16 12 기미 | 17 13 경신 | 18 14 신유 | 19 15 임술 |
| 20 16 계해 | 21 17 갑자 | 22 18 을축  | 23 19 병인 | 24 20 정묘 | 25 21 무진 | 26 22 기사 |
| 27 23 경오 | 28 24 신미 | 29 25 임신  | 30 26 계유 | 31 27 갑술 |            |            |

| 편집하기 |

## 1997년7월 15일
- 울산시가 울산광역시로 승격되었다.

## 1997년7월 4일
- 패스파인더 화성 탐사선이 화성에 착륙하여 1997년 9월 27일까지 지구로 사진과 정보를 전송하였다.

## 1997년7월 1일
- 홍콩이 영국에서 중국으로 반환되었다.